# سيمون باتريك ستيوارت
سيمون باتريك ستيوارت (بالدنماركية: Simon Patrick Stewart)‏ هو منافس ألعاب قوى دنماركي، ولد في 28 يناير 1980 في بيير في الولايات المتحدة.